# Старая Каменка (Новгородская область)
Старая Каменка — деревня в Солецком районе Новгородской области.

## География
Находится в западной части Новгородской области на расстоянии приблизительно 13 км на северо-запад по прямой от железнодорожного вокзала станции Сольцы.

## История
Деревня отмечалась еще на карте 1840 года. В 1859 году здесь (тогда деревня Каменка Лужского уезда Санкт-Петербургской губернии) было учтено 19 дворов. До 2020 года входила в состав Дубровского сельского поселения до его упразднения.  

## Население
Численность населения: 163 человека (1859 год), 27 (русские 96 %) в 2002 году, 20 в 2010, 7 в 2024.